# UTC+14:00
UTC+14 — самый восточный часовой пояс. Здесь раньше всего на Земле наступает новый календарный день. Время дня (часы и минуты) здесь совпадает со временем на Гавайях (UTC−10:00), но сдвинуто на один день вперёд. Разница во времени с некоторыми островами в Океании, использующими часовой пояс UTC−11:00, составляет 25 часов, а с самым западным часовым поясом UTC−12:00 (не содержит обитаемых территорий и используется только кораблями) — 26 часов.

## Круглый год
- Кирибати (часть):
  - острова Лайн (Центральные Полинезийские Спорады), включая остров Рождества (Киритимати)

## Летом в Южном полушарии (ноябрь-март)
- Самоа (до 4 апреля 2021 года)[1]